# Гайдук Олександр Володимирович
Олександр Володимирович Гайдук (нар. 11 травня 1972, УРСР) — радянський та український футболіст, виступав на позиції нападника та півзахисника.

## Життєпис

### Ранні роки
Олександр Гайдук народився 11 травня 1972 року. У дорослому футболі дебютував у 1990 році в олександрійському «Шахтарі», який виступав у чемпіонаті УРСР серед команд колективів фізкультури. Того ж року пішов на підвищення, його помітили в білоцерківському «Динамо» й запросили до команди. У своєму дебютному сезоні в футболці «динамівців» зіграв 24 матчі та відзначився 1 голом. Наступного сезону став ключовим гравцем білоцерківської команди, за підсумками якого зіграв 43 матчі та відзначився 5голами.
У 1992 році «Рось» отримала право стартувати в першому розіграші чемпіонату України серед команд першої ліги. Дебютував у першій лізі 14 березня 1992 року в програному (0:2) виїзному поєдинку 1-го туру підгрупи 1 проти ужгородського «Закарпаття». Олександр вийшов у стартовому складі, а на 46-й хвилині його замінив Дмитра Борозни. Дебютним голом у першій лізі відзначився 20 березня 1992 року на 4-й хвилині переможного (2:1) домашнього поєдинку 3-го туру підгрупи 2 проти стрийської «Скали». Гайдук вийшов на поле в стартовому складі та відіграв увесь матч.
Загалом у складі «Росі» в чемпіонатах СРСР та України зіграв 108 матчів та відзначився 19 голами.
У сезоні 1992/93 років на правах оренди виступав у складі столичного ЦСК ЗСУ. Проте в чемпіонаті України в футболці армійців не зіграв жодного поєдинку. Дебютував за киян 16 лютого 1992 року в програному (1:2) домашньому поєдинку 1/32 фіналу кубку України проти криворізького «Кривбаса». Олександр вийшов у стартовому складі, а на 46-й хвилині його замінив Шеметєв. У складі ЦСКА зіграв 2 матчі кубку України.

### «Хімік», «Нива» та «Оболонь-Зміна»
Під час зимової перерви сезону 1992/93 років перейшов до складу сєвєродонецького «Хіміка», який виступав у Першій лізі чемпіонату України. Дебютував у складі «Хіміка» 23 березня 1993 року і нічийному (0:0) домашньому поєдинку 1/4 фіналу кубку України проти запорізького «Торпедо». Олександр вийшов у стартовому складі та відіграв увесь матч. У чемпіонаті перший матч провів 27 березня 1993 року (виїзна поразка, 0:1) в рамках 23-го туру першої ліги проти івано-франківського «Прикарпаття». Гайдук вийшов у стартовому складі та відіграв увесь матч. Дебютним голом у складі «хіміків» відзначився 4 квітня 1993 року на 53-й хвилині переможного (3:2) домашнього поєдинку 25-го туру першої ліги проти білоцерківської «Росі». Олександр вийшов у стартовому складі та відіграв увесь матч. Загалом у складі сєвєродонецького клубу в чемпіонаті України зіграв 38 матчів та відзначився 9-ма голами, ще 3 поєдинки провів у кубку України.
Впевнена та результативна гра Гайдука змусили звернути на нього увагу вінницьку «Ниву», яка на той час виступала в Вищій лізі чемпіонату України. За нову команду Гайдук дебютував 6 березня 1994 року в програному (1:2) виїзному поєдинку 18-го туру проти донецького «Шахтаря». Олександр вийшов у стартовому складі та відіграв увесь матч. Дебютним голом у складі вінницького клубу відзначився 25 березня 1994 року на 54-й хвилині переможного (3:1) домашнього поєдинку 21-го туру вищої ліги проти чернівецької «Буковини». Гайдук вийшов у стартовому складі, а на 60-й хвилині його замінив Юрій Овчаренко. Загалом у футболці «Ниви» провів 16 поєдинків, в яких відзначився 4 голами.
У сезоні 1994/95 років захищав кольори київської «Оболонь-Зміни», в складі якої зіграв 9 матчів.

### Ізраїль, Катар та Німеччина
У другій половині сезону 1994/95 років виїхав до Ізраїлю, де до 1999 року виступав за місцеві клуби «Маккабі» (Петах-Тіква), «Маккабі» (Нетанья) та «Маккабі-Агі» (Назарет). У 1999 році переїхав до Катару, де підписав контракт з місцевим «Ар-Райян». У 2000 році переїхав до Німеччини, де захищав кольори нижчолігового «Ельверсберг» (провів 2 поєдинки).

### Повернення в Україну
У 2000-х роках повернувся в Україну. У 2006 році зіграв 1 поєдинок у футболці клубу «Грань» (с. Бузова).